# Абу Ях'я Мухаммад аль-Мутасім
Абу Ях'я Мухаммад аль-Мутасім біллах (араб. المعتصم بالله والواثق بفضل الله أبو يحيى محمد بن معن بن صمادح التجيبي; бл. 1037 — 15 травня 1091) — емір Альмерійської тайфи в 1051—1091 роках. У християн був знаний як Альмотакін. Його лакаб аль-Мутасім біллах перекладається як «Той, хто знаходить притулок у Богові». Мав також інше почесне ім'я аль-Ватік бі-фадл Аллах (Запевнений в Божій милості).

## Життєпис
Походив з династії Сумадіхідів. Син Мана ібн Мухаммада, еміра Альмерії. Народився близько 1037 року. 1051 після смерті батька успадкував трон. З огляду на молодий вік владу спробував захопити його зведений брат Абу Утби, але тому 1052 року було завдано поразки. Цією боротьбою скористався рід Бану Лаббун, що став незалежним в Лорці.
Відмовився від агресивної зовнішньої політики, зосередивши увагу на розбудові власних володінь. Цим скористалися правителі Гранадської тайфи, що захопили міста Баса і Хаєн. У 1054 війська севільського еміра Аль-Мутаміда захопили область Лос-Велес.
Сприяв розквіту ремісництва, насамперед виробництву шовкових тканин. За його правління тут працювало більше 10 тис. ткацьких верстатів. Їх продукція вирушала до Генуї, Пізи та Флоренції. Сприяв також розбудові Альмерійського порту, суднобудівництву, гончарству, виробництву мозаїки, ливарної та металургійної продукції, насамперед з міді, в яких виготовляли мідні предмети, гончарні вироби, діяли соляні заводи та фруктоконсервна промисловість, продукція якої надходила до Тунісу та Єгипту.
Також утримував пишний двір у новозведеному палаці, при якому діяли поети, науковці (географи, історики), лікарі, філософи. Найвідомішими були поет Ібн аль-Хадад, географ Аль Бекрі, Абу'л-Фаяд. Сам аль-Мутасім мав хист до складання віршів. При аль-Мутасіні в місті був збудований перший публічний фонтан, і це принесло правителю додаткову популярність в народі.
1086 року доєднався до більшості емірів тайф Аль-Андалуса, що запросили на допомогу Юсуфа ібн Ташфіна, еміра Альморавідів. Перемоги останнього сприяли збільшенню залежності Альмерійської тайфи від Альморавідів, оскільки посилилися спроби каталонців, генуезців і пізанців захопити Альмерію. 1089 підтримав облогу важливої фортеці Аледо, яку захопили кастильці. До самої смерті у 1091 році Абу Ях'я Мухаммад аль-Мутасім зберіг більшість своїх володінь. Йому спадкував син Ахмад Муїз ад-Даула.